# Peredvízhniki

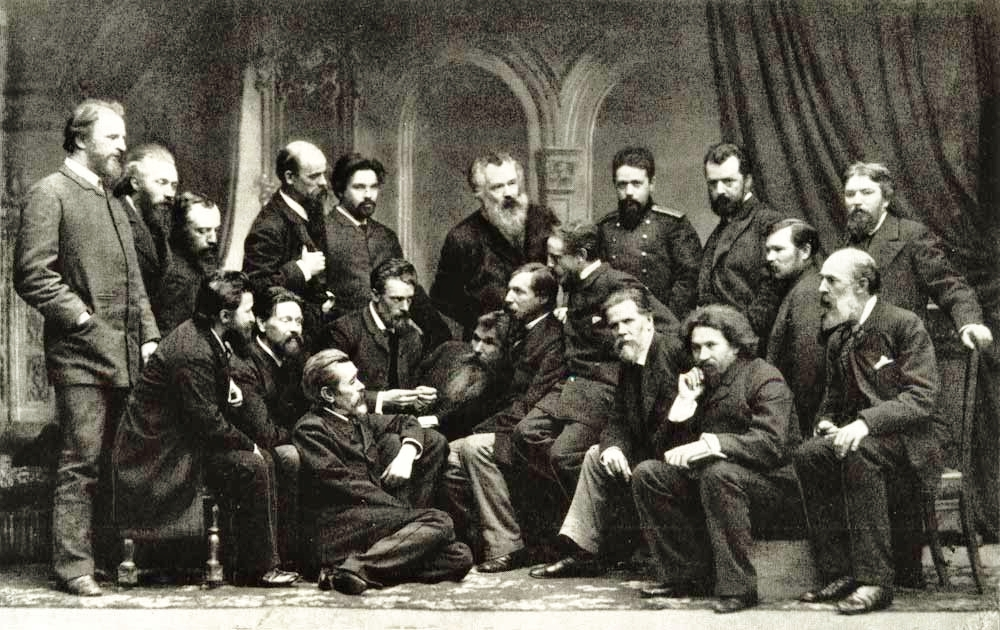
El grupo Peredvízhniki, retratado por Karl Fischer hacia 1888.

Peredvízhniki, en ruso передви́жники, traducidos como Los Ambulantes, Los Vagabundos o Los Itinerantes, fueron una sociedad cooperativa de pintores rusos que se desarrolló en la década de 1870 siguiendo las pautas del realismo crítico iniciado en la década anterior por otros artistas. El nombre completo del grupo era Sociedad de Exposiciones de Arte Ambulante y se creó como protesta contra el academicismo de la Academia Imperial de las Artes. En 1871 tuvo lugar su primera exposición, alcanzaron su apogeo entre 1870 y 1880, y la sociedad perduró por más de medio siglo, hasta 1923 en que muchos de sus miembros se integraron en las filas de la Asociación de Artistas de la Rusia Revolucionaria (AKhRR). Cabe destacar entre sus miembros a Repin, Ivan Kramskoi, Vladímir Makovski, Konstantín Savitski, Vasily Perov, Valentin Serov, Isaak Levitán y Arkhipov. Su nombre popular se debe a que trasladaban sus cuadros llevándolos a las provincias, un gesto que les granjeó la estima y simpatía de un amplio sector del pueblo ruso.

## Historia
En 1863, un grupo de catorce estudiantes dejaron la Academia Imperial de las Artes, renegando de la anticuada normativa escolástica y el inevitable academicismo de la institución, agravados por el espíritu conservador de muchos de sus maestros y de la separación clasista. Con la ayuda de la Cooperativa de Artistas de Petersburgo (Artel), la recién fundada Asociación de exposiciones itinerantes de arte organizó en 1870 una primera muestra con la intención de acercar el arte a la gente de las provincias, con absoluta independencia del apoyo estatal. Durante las dos primeras décadas de su existencia el dirigente de la sociedad fue Iván Kramskói, amigo y consejero del coleccionista Pável Tretiakov, fundador del museo nacional de arte ruso que lleva su nombre. En total, entre 1871 a 1923, la sociedad organizó 48 exposiciones itinerantes en San Petersburgo, Moscú, Kiev, Járkov, Kazán, Oriol, Riga, Odessa y otras ciudades rusas.
Con la creación de la emergente Asociación de Artistas de la Rusia Revolucionaria en 1922, la mayoría de los Vagabundos se unieron a la AKhRR, dando así continuidad a la Peredvizhniki y su consigna de acercar el arte al gran público.

## Géneros pictóricos desarrollados
El conjunto de pintores que integraron el grupo Peredvizhniki destacó por su dominio de casi todos los géneros esenciales de la pintura. Además de su importante muestrario de estremecedores ejemplos del llamado realismo social y de incluir en los temas a la vanguardia estudiantil y a los intelectuales rusos de espíritu revolucionario, fueron notables sus aportaciones a la pintura de paisaje, el retrato (insistiendo en el estudio y la recuperación poética del alma del campesino ruso), la pintura de género o costumbrismo pictórico, e incluso la pintura de historia.

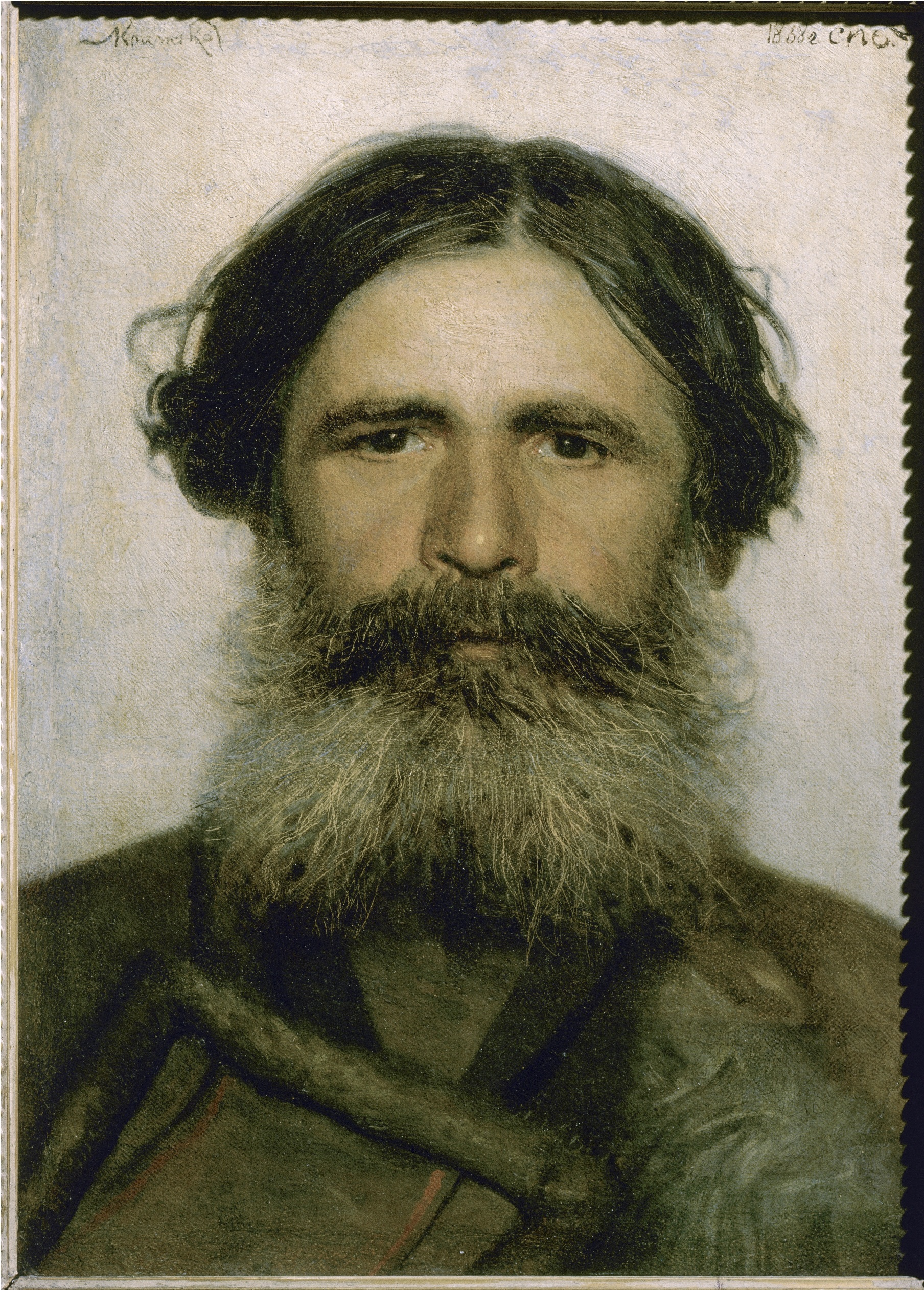
Retrato de un Campesino, por Kramskói.
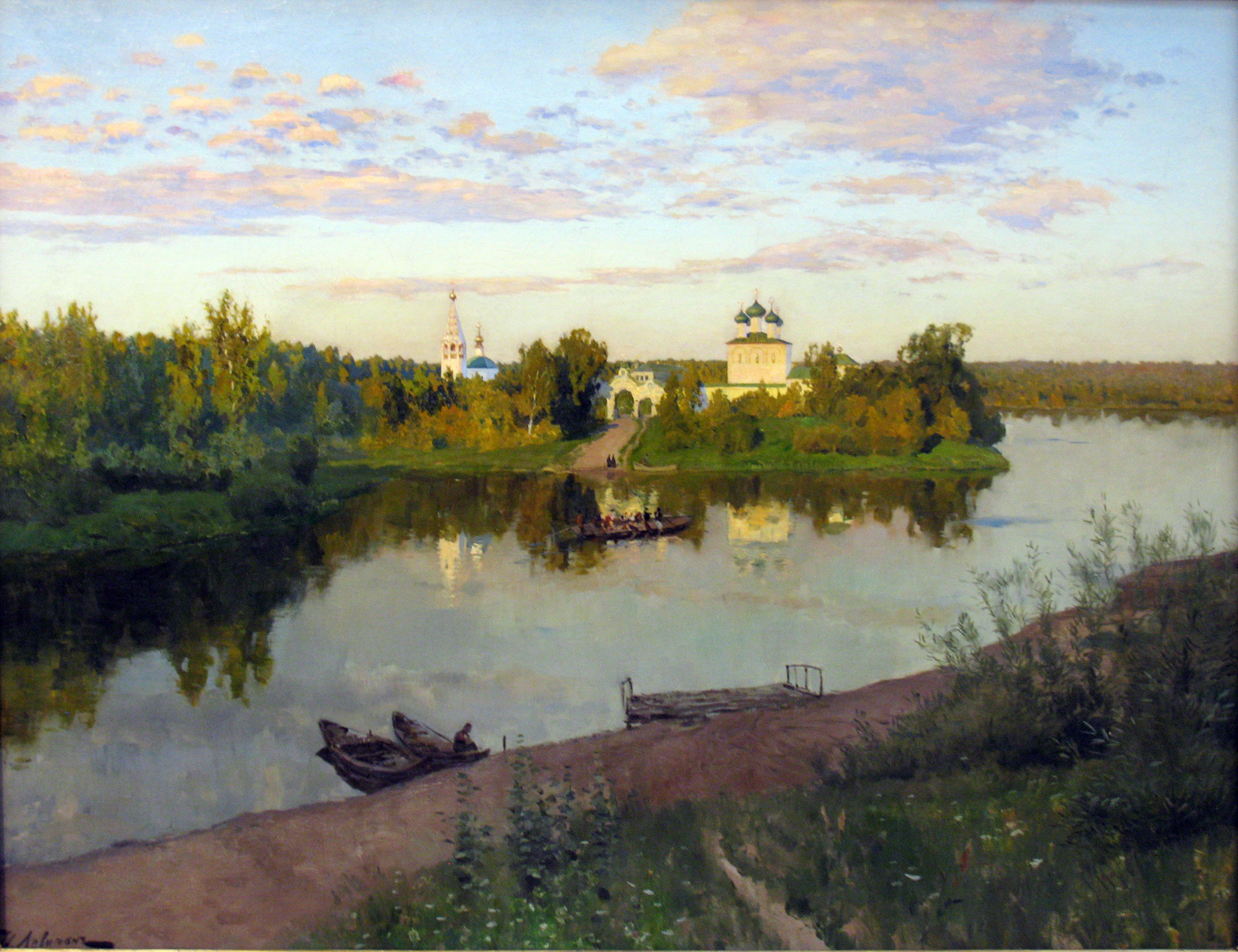
Paisaje del Volga por Levitán.
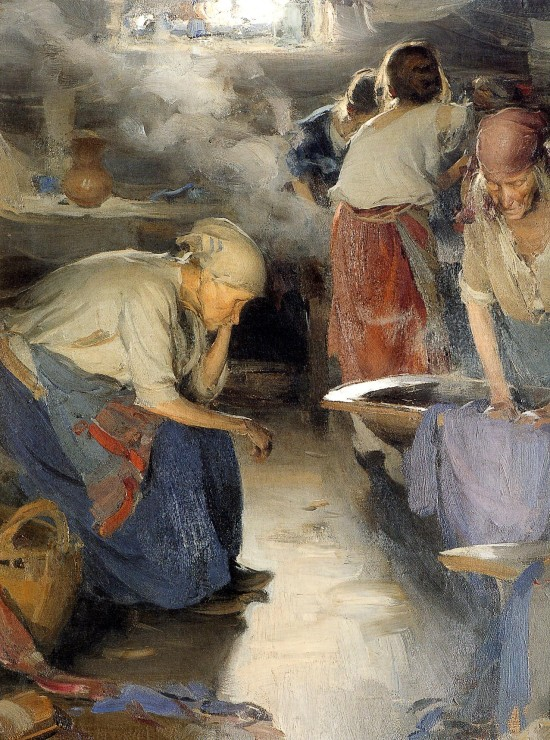
Las lavanderas (1901), por Arkhipov.
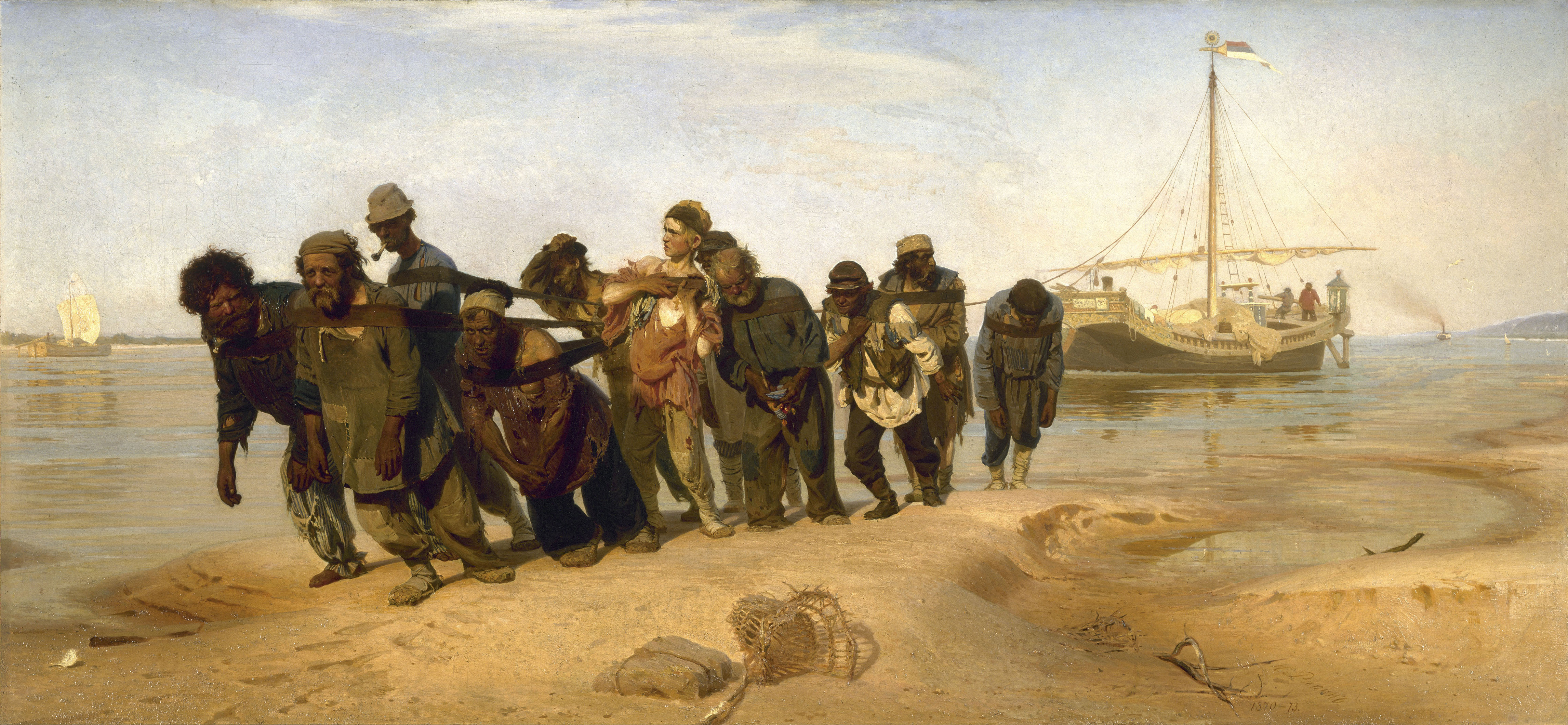
Los sirgadores del Volga, por Repin.

## Miembros de losperedvízhniki
Se ha incluido en el grupo Peredvizhniki a:
- Abram Arkhipov
- Nikolái Gue
- Nikolái Kasatkin
- Iván Kramskói
- Arjip Kuindzhi
- Nikolái Kuznetsov
- Isaak Levitán
- Rafaíl Levitski
- Alexander Litovchenko
- Vladímir Makovski
- Vasili Maksímov
- Grigori Myasoiédov
- Leonid Pasternak
- Vasili Perov
- Vasili Polénov
- Illarión Pryánishnikov
- Iliá Repin
- Andréi Ryábushkin
- Konstantín Savitski
- Alekséi Savrásov
- Valentín Serov
- Emilia Shanks
- Iván Shishkin
- Vasili Súrikov
- Apollinari Vasnetsov
- Víktor Vasnetsov
- Nikolái Yaroshenko
- Antonina Rzhevskaya